# Момент імпульсу
Моме́нт і́мпульсу (також: кутовий момент, момент кількості руху) — векторна величина, що характеризує величину та напрямок обертального руху тіла. Для матеріальної точки вона дорівнює векторному добутку радіус-вектора точки {\displaystyle \mathbf {r} } та її імпульсу {\displaystyle \mathbf {p} }.

## Момент імпульсу в класичній механіці

Зв'язок між імпульсом і моментом

### Визначення
Моментом імпульсу матеріальної точки відносно початку координат в класичній механіці є псевдовектор, який дорівнює векторному добутку радіус-вектора даної точки та її імпульсу:
{\displaystyle \mathbf {L} =\mathbf {r} \times \mathbf {p} }
Відповідно,
- {\displaystyle \mathbf {L} } — момент імпульсу;
- {\displaystyle \mathbf {r} } — радіус-вектор;
- {\displaystyle \mathbf {p} } — імпульс.

Якщо фізична система складається з багатьох матеріальних точок, то результуючий момент імпульсу відносно початку координат є сумою (інтегралом) усіх моментів імпульсу складових системи. 
Для багатьох практичних задач, які вивчають властивості об'єкта, що обертається навколо певної осі, достатньо проаналізувати скалярне значення моменту імпульсу {\displaystyle L}, яке є проєкцією вектора моменту імпульсу на дану вісь і може бути як додатним, так і від'ємним. Ця величина також називається моментом імпульсу відносно осі. Відповідно до визначення векторного добутку векторів, скаляр моменту імпульсу визначається як 
{\displaystyle L=|\mathbf {r_{\perp }} ||\mathbf {p_{\perp }} |\sin \theta _{r,p}},
де {\displaystyle \mathbf {r_{\perp }} } та {\displaystyle \mathbf {p_{\perp }} } — проєкції векторів {\displaystyle \mathbf {r} } та {\displaystyle \mathbf {p} } на площину, що перпендикулярна даній осі, {\displaystyle \theta _{r,p}} — кут між {\displaystyle \mathbf {r_{\perp }} } та {\displaystyle \mathbf {p_{\perp }} }, який вимірюється від {\displaystyle \mathbf {r_{\perp }} } до {\displaystyle \mathbf {p_{\perp }} }; такий порядок обходу векторів при визначенні кута є принциповим. Якщо порядок змінити на зворотний, зміниться й знак.
Для тіла сталої маси, яке обертається навколо фіксованої осі, момент імпульсу можна визначити як добуток моменту інерції тіла відносно цієї осі та кутової швидкості обертання тіла:
{\displaystyle \mathbf {L} =I{\boldsymbol {\omega }}},
де {\displaystyle I} — скалярний момент інерції, {\displaystyle {\boldsymbol {\omega }}} — вектор кутової швидкості. У випадку довільного обертання величина {\displaystyle I} є тензором другого рангу і називається тензором інерції. Тоді {\displaystyle \mathbf {L} } може бути непаралельним до {\displaystyle {\boldsymbol {\omega }}}.

## Момент імпульсу у Спеціальній теорії відносності та класичній теорії поля
У Спеціальній теорії відносності вектор моменту імпульсу дає компоненти антисиметричного тензора другого рангу — тензора моменту імпульсу та спіну:
{\displaystyle \ L_{\alpha \beta }=x_{\alpha }p_{\beta }-x_{\beta }p_{\alpha }},
або, у явному вигляді,
{\displaystyle \ L_{\alpha \beta }=(\mathbf {G} ,\mathbf {L} )={\begin{pmatrix}0&-G_{x}&-G_{y}&-G_{z}\\G_{x}&0&L_{z}&-L_{y}\\G_{y}&-L_{z}&0&L_{x}\\G_{z}&L_{y}&-L_{x}&0\end{pmatrix}}},
де {\displaystyle \ \mathbf {L} =[\mathbf {r} \times \mathbf {p} ],\quad \mathbf {G} ={\frac {E}{c}}\mathbf {r} -ct\mathbf {p} } — вектори моменту імпульсу та спіну.
Тензорне представлення вектора моменту імпульсу виникає з того, що перетворення Лоренца даного вектора збігається з перетворенням Лоренца компонент антисиметричного тензора. 
У рамках класичної теорії поля тензором моменту імпульсу та спіну називають струм, який відповідає інваріантності лагранжіана поля щодо перетворень Лоренца, які можна інтерпретувати як повороти у 4-просторі-часі:
{\displaystyle \ J_{\mu ,\alpha \beta }=L_{\mu ,\alpha \beta }+S_{\mu ,\alpha \beta }=(x_{\alpha }T_{\mu \beta }-x_{\beta }T_{\mu \alpha })+{\frac {\partial L}{\partial (\partial ^{\mu }\Psi _{k})}}Y_{k,\alpha \beta }},
де {\displaystyle \ T_{\alpha \beta }} — тензор енергії-імпульсу, {\displaystyle \ \Psi _{k}} — поле, {\displaystyle \ Y_{k,\alpha \beta }} — величина-похідна, що визначає трансформаційні властивості поля щодо перетворення Лоренца. 
Наявність спінової частини у тензорі моменту імпульсу та спіну тісно пов'язано із симетрією тензора енергії-імпульсу відносно перестановки індексів. Якщо тензор енергії-імпульсу симетричний, то кутова та спінова частини тензора моменту імпульсу та спіну зберігаються (у термінах теорії поля) окремо. Якщо ж провести процедуру "занесення" спінової частини до кутової тензору моменту імпульсу та спіну, то одночасно із цим можна симетризувати тензор енергії-імпульсу. Така процедура називається процедурою Беліфанте. {\displaystyle \ }{\displaystyle \ }{\displaystyle \ }{\displaystyle \ }{\displaystyle \ }{\displaystyle \ }{\displaystyle \ }{\displaystyle \ }{\displaystyle \ }{\displaystyle \ }{\displaystyle \ }{\displaystyle \ }{\displaystyle \ }{\displaystyle \ }{\displaystyle \ }

## Закон збереження моменту імпульсу
Момент імпульсу — одна з фізичних величин, для якої діє фундаментальний закон збереження.
Назвемо замкненою (в сенсі обертання) таку систему, для якої сума моментів зовнішніх сил {\displaystyle \mathbf {M} } дорівнює нулю. Для такої системи
{\displaystyle {\frac {d\mathbf {L} }{dt}}=\sum {\boldsymbol {M_{i}}}=0},
звідки
{\displaystyle \mathbf {L} ={\text{const}}}.
Тобто, в замкненій системі момент імпульсу зберігається незмінним. Як випливає з теореми Нетер, таке твердження є наслідком ізотропності (тобто рівноцінності всіх напрямів) простору.

## Момент імпульсу у квантовій фізиці
В квантовій механіці момент імпульсу визначається не як фізична величина, а як оператор над вектором стану.
Оператор моменту імпульсу має вигляд: 
{\displaystyle \mathbf {L} =\mathbf {r} \times \mathbf {p} }
де r та p — оператори радіус-вектора та імпульсу системи. 
Для вільної частинки без спіну та електричного заряду, оператор моменту імпульсу може бути наведений в такій формі:
{\displaystyle \mathbf {L} =-i\hbar (\mathbf {r} \times \nabla )}, де {\displaystyle \nabla } — оператор Гамільтона.
Окремі компоненти оператора моменту імпульсу не комутують між собою. Внаслідок цього їх неможливо визначити одночасно. Детальніше дивись в статті оператор кутового моменту.